# Bergen-Weißacker Moor
Das Naturschutzgebiet Bergen-Weißacker Moor liegt auf dem Gebiet der Gemeinde Heideblick und der Stadt Luckau im Landkreis Dahme-Spreewald in Brandenburg.
Das Gebiet mit der Kenn-Nummer 1319 wurde mit Verordnungen vom 26. März 1981 und 1. Juli 2007 unter Naturschutz gestellt. Das rund 115,5 ha große Naturschutzgebiet mit der Berste-Quelle erstreckt sich nordöstlich von Weißack, einem Ortsteil der Gemeinde Heideblick, östlich von Bergen, einem Ortsteil der Stadt Luckau, und südöstlich von Trebbinchen, einem Gemeindeteil von Bornsdorf. Westlich des Gebietes verläuft die B 96, südwestlich die Landesstraße L 561 und südlich die L 56.